# Babette van der Wolf
Babette van der Wolf, née le 29 avril 2004 à Rotterdam, est une coureuse cycliste néerlandaise, spécialisée dans le cyclisme sur route et sur piste.

## Biographie

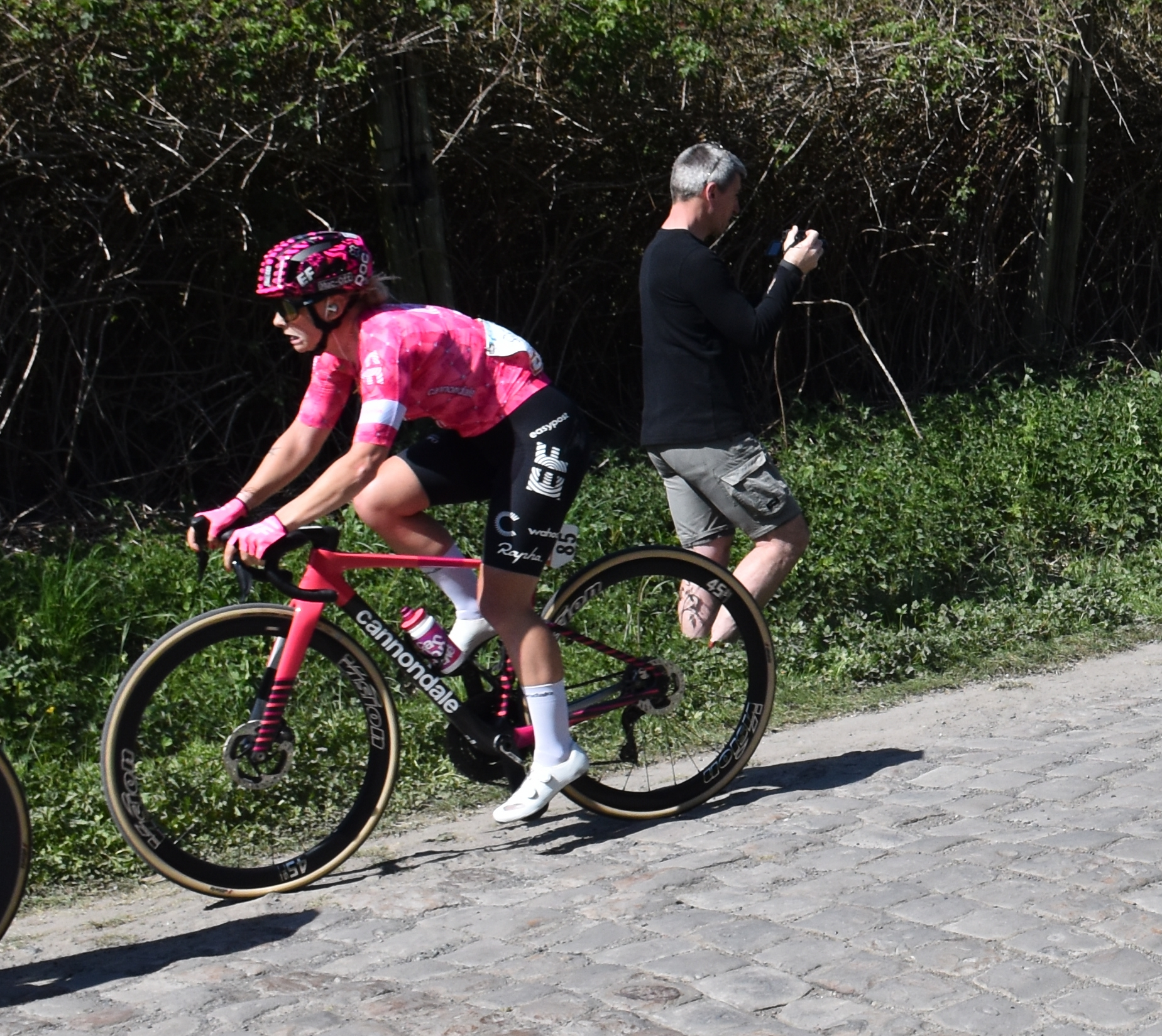
Babette van der Wolf #85 lors de Paris-Roubaix 2025.

Babette van der Wolf est née dans une famille de cyclistes. Son père, Michael a été coureur à la fin des années 1990, remportant notamment une demi-étape du tour de Basse-Saxe en 1999. Sa sœur aînée, Rosalie, a également été cycliste, notamment au sein de l'équipe Parkhotel Valkenburg. Elle arrête sa carrière en mai 2023.
Pour la saison 2023, Babette van der Wolf signe un premier contrat professionnel avec l'équipe continentale Lifeplus Wahoo. Pour sa première saison, elle participe notamment au tour de France. Elle est alors la plus jeune cycliste à participer au Tour. Elle abandonne lors de la 7e étape.
Sur piste elle devient vice-championne des Pays-Bas de la course à l'Américaine avec Lisa van Belle.
Au cours de la saison 2024, elle réalise plusieurs top 10 sur des courses d'un jour, signant notamment une 3e place lors de l'Antwerp Port Epic classic,.
Son équipe cesse ses activités à la fin de la saison. Elle signe alors un contrat avec la formation EF Education-Oatly, une des 7 premières équipes à faire partie de la nouvelle catégorie UCI Women's ProTeam.

## Palmarès sur route

### Par années
- 2024
  - 3e de l'Antwerp Port Epic classic

### Classements mondiaux
| Année                                 | 2023 | 2024 |
| ------------------------------------- | ---- | ---- |
| Classement UCI                        | 480e | 284e |
| UCI World Tour                        | 215e | nc   |
|                                       |      |      |
| Légende : nc = non classéSource : UCI |      |      |

### Résultats sur les grands tours

#### Tour d'Italie
1 participation
- 2025 : 88e

#### Tour de France
1 participation
- 2023 : abandon (7e étape)

#### Tour d'Espagne
1 participation
- 2025 : abandon (7e étape)

## Palmarès sur piste

### Championnats du monde
| Édition / Épreuve       | Américaine                     |
| Tel-Aviv 2022 (juniors) | Bronze (avec Nienke Veenhoven) |

### Championnats d'Europe
| Édition / Épreuve     | Américaine                 |
| Anadia 2022 (juniors) | Or (avec Nienke Veenhoven) |

### Championnats nationaux
- 2022
  -  Championne des Pays-Bas de poursuite par équipes
- 2023
  - 2e de l'américaine (avec Lisa van Belle)